# Edward Szupelak

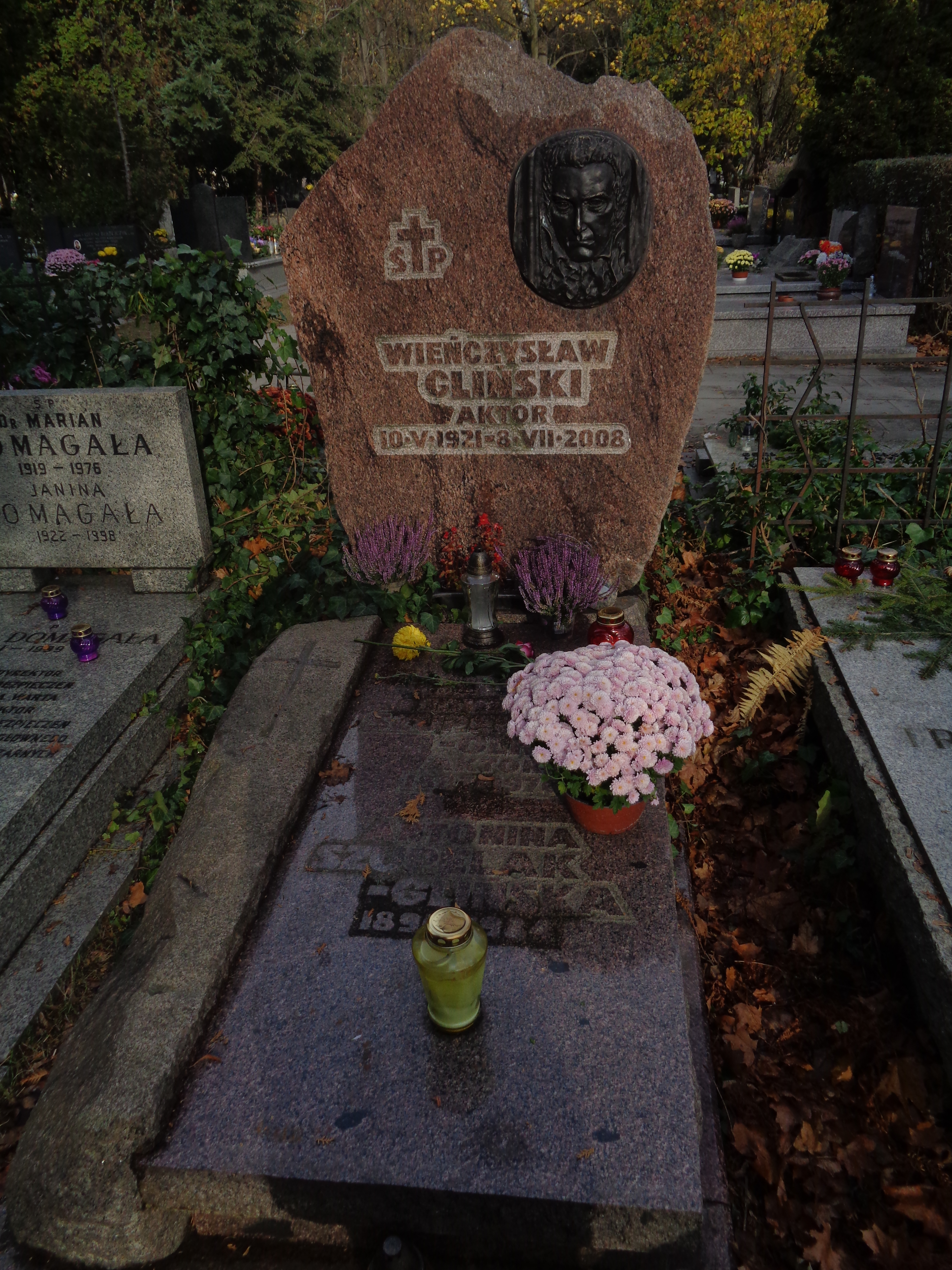
Grób Edwarda Szupelaka na cmentarzu Wojskowym na Powązkach

Edward Szupelak-Gliński, właśc. Edward Szupelak (ur. 21 lutego 1887 w Stryju, zm. 14 grudnia 1976 w Warszawie) – polski aktor  i reżyser.

## Życiorys
Urodził się jako syn Antoniego Szupelaka i Alojzy z domu Frydel. We Lwowie ukończył gimnazjum i rozpoczął studia filozoficzne na Uniwersytecie Franciszkańskim. Uczył się gry scenicznej u Józefa Chmielińskiego. Debiutował w maju 1908 na scenie Teatru Ludowego w Krakowie. Przez całe życie zawodowe używał właściwego nazwiska i pseudonimu wymiennie lub równocześnie. Przed I wojną światową występował m.in. w Krakowie, Lwowie i Łodzi. W 1914 został powołany do wojska austriackiego, wzięty do niewoli i zesłany w głąb Rosji.
Po powrocie do Polski w 1921 występował we Lwowie, Katowicach, Wilnie, Grodnie, Bydgoszczy, Toruniu, Poznaniu i Częstochowie.
W czasie okupacji pracował w Warszawie jako szatniarz w kawiarni, od 1943 występował w jawnym Teatrze Komedia.
Po wojnie, w latach 1945–1946 grał w Teatrze Miejskim w Częstochowie. Następnie był aktorem:
- Teatru Polskiego (1946–1949, 1952–1959 i 1960–1971),
- Teatru Narodowego (1949–1951),
- Teatru Domu Wojska Polskiego (1951–1952),
- Teatru Komedia w Warszawie (1959–1960).

W 1971 przeszedł na emeryturę.
Był mężem Antoniny z domu Michajłow, ojcem aktora Wieńczysława Glińskiego.
Został pochowany na cmentarzu Wojskowym na Powązkach (kwatera B 35-2-3).

## Filmografia
- Dziewczyna szuka miłości (1938) – mechanik
- Prawdziwy koniec wielkiej wojny (1957) – dozorca Szymek
- Rodzina Milcarków (1962) – ksiądz
- Epilog norymberski (1970)
- Nie lubię poniedziałku (1971) – członek zespołu ludowego pytający się, czy ma grać

## Spektakle Teatru Tv
- Koniec świata o godzinie ósmej (1958) – przewodniczący
- Niespodziewany gość (1968)
- Notes (1968) – Stary
- Epilog norymberski (1969)
- Pan Tadeusz (1971) – szlachcic
- Mądremu biada (1973)

## Ordery i odznaczenia
- Złoty Krzyż Zasługi (1958)[3]
- Medal 10-lecia Polski Ludowej (19 stycznia 1955)[4]